# Bacidia rivulicola
Bacidia rivulicola är en lavart som först beskrevs av Edvard(Edward) August Vainio, och fick sitt nu gällande namn av Alexander Zahlbruckner. Bacidia rivulicola ingår i släktet Bacidia, och familjen Ramalinaceae. Enligt den finländska rödlistan är arten nationellt utdöd i Finland. Arten är reproducerande i Sverige. Artens livsmiljö är klippstränder vid sjöar och vattendrag.